# Michael Gambon
Sir Michael Gambon, CBE (født 19. oktober 1940 i Dublin i Irland, død 27. september 2023) var en irskfødt britisk skuespiller. Han var kendt for sin rolle som Dumbledore i de seneste seks Harry Potter-film.

## Karriere
Gambon fik sit internationale gennembrud i Dennis Potters TV-serie The Singing Detective i 1986.
Gambon spillede ikke med i de to første Harry Potter-film, De Vises Sten og Hemmelighedernes Kammer, da Dumbledore i disse film blev spillet af Richard Harris. Gambon overtog rollen efter Harris’ død og var derfor først med i tredje film.

## Baggrund
I en tidlig alder sørgede Gambons far for, at irskfødte Gambon fik tildelt britisk statsborgerskab. Det muliggjorde senere, at han på grund af sine fremragende præstationer på teaterscenen blev ridder i Storbritannien og optaget i Order of the British Empire,. Han modtog blandt andet også en såkaldt BAFTA (British Academy of Film and Television Arts).

## Privat
Gambon blev gift med Anne Miller i 1962. Parret har en søn sammen. Miller var matematiker, før hun gik på pension, og parrets søn er antikforhandler.
Fra 2000 til sin død i 2023 dannede Gambon par med Philippa Hart. I 2007 fik parret en søn, og igen i 2009 kunne parret byde endnu en søn velkommen til verden.
Gambon var privat anlagt omkring sine forhold, men vedblev at have et forhold til Anne Miller i årene, hvor han også havde et forhold til Philippa Hart.

## Filmografi
| Udgivelsesår | Titel                                     | Rolle                       | Noter                      |
| ------------ | ----------------------------------------- | --------------------------- | -------------------------- |
| 1965         | Othello                                   | Én fra selskabet            |                            |
| 1972         | Nothing But The Night                     | Inspector Grant             |                            |
| 1974         | The Beast Must Die                        | Jan Jarmokowski             |                            |
| 1986         | The Singing Detective                     | Philip Marlowe              | TV-udsendelse; seks afsnit |
| 1989         | The Rachel Papers                         | Doctor Knowd                |                            |
| 1989         | A Dry White Season                        | Magistrat                   |                            |
| 1989         | The Cook, The Thief, His Wife & Her Lover | Albert Spica                |                            |
| 1991         | Mobsters                                  | Salvatore Maranzano         |                            |
| 1992         | Toys                                      | General Leland Zevo         |                            |
| 1994         | A Man of No Importance                    | Ivor J. Garney              |                            |
| 1996         | Mary Reilly                               | Mr. Reilly                  |                            |
| 1998         | Dancing at Lughnasa                       | Father Jack Mundy           |                            |
| 1999         | Wives and Daughters                       | Squire Hamley               | TV-udsendelse              |
| 1999         | The Insider                               | Thomas Sandefur             |                            |
| 1999         | Sleepy Hollow                             | Baltus Van Tassel           |                            |
| 2001         | Perfect Strangers                         | Raymond                     | TV-udsendelse              |
| 2001         | Gosford Park                              | Sir William McCordle        |                            |
| 2001         | Et juleeventyr                            | Nutidens juleånd            | Stemmelægning              |
| 2002         | Ali G Indahouse                           | Premierminister             |                            |
| 2002         | Path to War                               | Lyndon B. Johnson           | TV-udsendelse              |
| 2003         | The Lost Prince                           | Edward 7. af Storbritannien | TV-udsendelse              |
| 2003         | Open Range                                | Denton Baxter               |                            |
| 2003         | Sylvia                                    | Professor Thomas            |                            |
| 2003         | Angels in America                         | Prior Walter Ancestor       | TV-udsendelse              |
| 2004         | Harry Potter og Fangen fra Azkaban        | Albus Dumbledore            |                            |
| 2004         | Being Julia                               | Jimmie Langton              |                            |
| 2004         | Sky Captain and the World of Tomorrow     | Morris Paley                |                            |
| 2004         | Layer Cake                                | Eddie Temple                |                            |
| 2004         | The Life Aquatic with Steve Zissou        | Oseary Drakoulias           |                            |
| 2005         | Harry Potter og Flammernes Pokal          | Albus Dumbledore            |                            |
| 2006         | The Omen                                  | Bugenhagen                  |                            |
| 2006         | The Good Shepherd                         | Dr. Fredericks              |                            |
| 2006         | Amazing Grace                             | Lord Charles Fox            |                            |
| 2007         | Harry Potter og Fønixordenen              | Albus Dumbledore            |                            |
| 2009         | Harry Potter og Halvblodsprinsen          | Albus Dumbledore            |                            |
| 2009         | Den fantastiske Hr. Ræv                   | Franklin Bean               | Stemme                     |
| 2010         | Kongens store tale                        | Georg 5. af Storbritannien  |                            |
| 2010         | Harry Potter og Dødsregalierne - del 1    | Albus Dumbledore            |                            |
| 2011         | Harry Potter og Dødsregalierne - del 2    | Albus Dumbledore            |                            |
| 2017         | Victoria & Abdul                          | Lord Salisbury              |                            |
| 2019         | Judy                                      |                             |                            |